# Форнуш-де-Алгодреш (район)
Форнуш-де-Алгодреш (порт. Fornos de Algodres) — район (фрегезия) в Португалии, входит в округ Гуарда. Является составной частью муниципалитета Форнуш-де-Алгодреш. Находится в составе крупной городской агломерации Большое Визеу. По старому административному делению входил в провинцию Бейра-Алта. Входит в экономико-статистический субрегион Серра-да-Эштрела, который входит в Центральный регион. Население составляет 1686 человек на 2001 год. Занимает площадь 15,46 км².